# Ebrima Sohna
Ebrima Sohna (Bakau, 14 de dezembro de 1988), é um futebolista gambiano que atua como volante. Atualmente, joga pelo KuPS.

## Carreira
Sohna é um volante que com sua seleção venceu a CAF Sub-17 em Banjul no ano de 2005. Ele passou a ser parte fundamental da equipe de Gâmbia que venceu o Brasil no Campeonato Mundial de Futebol Sub-17 de 2005, no Peru.
Sohna também ajudou a seleção Gambiana Sub-20 a se qualificar para a CAF Sub-20 no Congo, em 2007, onde a Gâmbia saiu com a terceira posição qualificando-se, assim, para o Campeonato Mundial de Futebol Sub-20 de 2007 no Canadá. De volta à Gâmbia, onde Sohna começou sua carreira nas categorias de base do FC Wallidan, um dos melhores clubes do futebol gambiano.
Sohna marcou seu primeiro gol pela seleção principal contra o México, em 30 de maio de 2010.

### Gols pela seleção
| # | Data               | Estádio                                      | Adversário | Gol   | Resultado | Competição |
| - | ------------------ | -------------------------------------------- | ---------- | ----- | --------- | ---------- |
| 1 | 30 de maio de 2010 | Hans-Walter-Wild-Stadion, Bayreuth, Alemanha | México     | 1 – 3 | 1–5       | Amistoso   |

## Estatísticas
| Temporada | Clube      | Divisão      | Liga  | Liga | Copa  | Copa | Total | Total |
| Temporada | Clube      | Divisão      | Jogos | Gols | Jogos | Gols | Jogos | Gols  |
| --------- | ---------- | ------------ | ----- | ---- | ----- | ---- | ----- | ----- |
| 2007      | Sandefjord | Tippeligaen  | 16    | 0    | 0     | 0    | 16    | 0     |
| 2008      | Sandefjord | Adeccoligaen | 17    | 1    | 0     | 0    | 17    | 1     |
| 2009      | Sandefjord | Tippeligaen  | 26    | 1    | 1     | 0    | 27    | 1     |
| 2010      | Sandefjord | Tippeligaen  | 27    | 0    | 3     | 0    | 30    | 0     |
| 2011      | Sandefjord | Adeccoligaen | 23    | 2    | 3     | 0    | 26    | 2     |
| Total     | Total      | Total        | 109   | 4    | 7     | 0    | 116   | 4     |